# Pasquale Acquaviva d'Aragona
Pasquale Acquaviva d'Aragona (født 3. november 1718 i Napoli i Italien, død 29. februar 1788 i Rom) var en af Den katolske kirkes kardinaler. Han var tilknyttet den romerske kurie, og gjorde en stor indsats for roms fattige.
Han blev kreeret til kardinal in pectore den 12. december 1770 af pave Klemens XIV, som lægmand. Han modtog aldrig nogen vielser. Udnævnelsen blev publiceret 15. marts 1773.
Han var chef for den pavelige marine og senere for hele det pavelige militærvæsen. 
Han deltog ved konklavet 1774-1775 som valgte kardinal Braschi til pave Pius VI.
Han var i familie med kardinalerne Troiano Acquaviva d'Aragona (kreert 1732 – hans onkel), Francesco Acquaviva d'Aragona (1706), Giovanni Vincenzo Acquaviva d'Aragona (1542), Giulio Acquaviva d'Aragona (1570), Ottavio Acquaviva d'Aragona den ældre (1591) og Ottavio Acquaviva d'Aragona den yngre (1654).